# Dawn Records
A Dawn Records foi uma subsidiária da Pye Records. Ativa de 1970 a 1975, ela foi estabelecida basicamente como o selo 'underground e progressivo' da Pye, um rival dos equivalentes da EMI e da Phonogram, os selos Harvest e Vertigo.